# Elecciones de convencionales constituyentes de Argentina de 1948

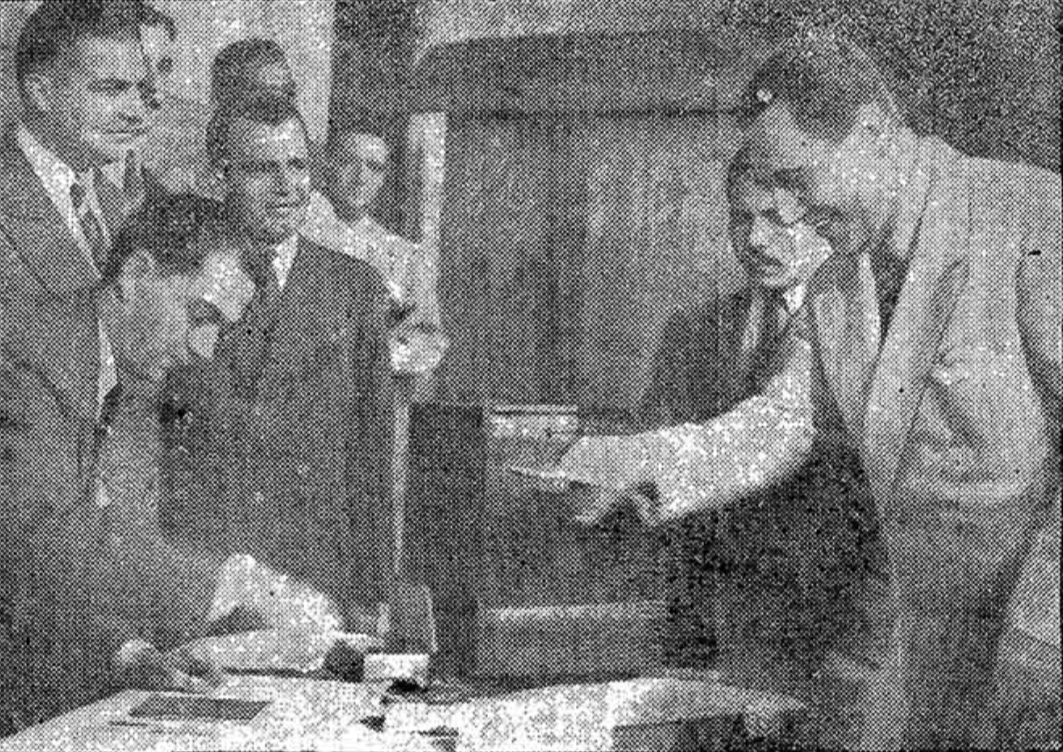
El presidente Juan Domingo Perón votando.

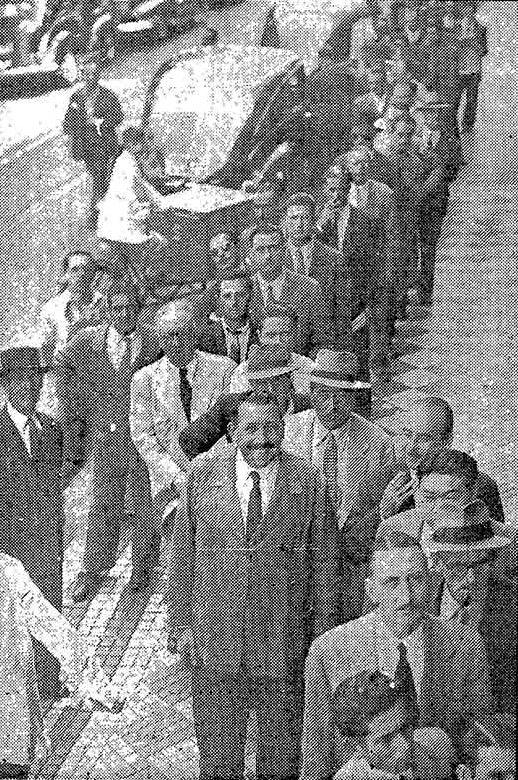
Personas esperando para votar en Capital Federal.

Las Elecciones a la Asamblea Constituyente se celebraron en Argentina el 5 de diciembre de 1948. Los peronistas dominaron las elecciones, ganando el 67% de los votos. La participación electoral fue del 74%. Esta Convención Constituyente redactó la reforma constitucional de 1949.

## Cargos a elegir
| Provincia           | Bancas a elegir | Bancas a elegir | Bancas a elegir |
| Provincia           | Totales         | Mayoría         | Minoría         |
| ------------------- | --------------- | --------------- | --------------- |
| Buenos Aires        | 42              | 28              | 14              |
| Capital Federal     | 32              | 22              | 10              |
| Catamarca           | 2               | 2               | —               |
| Córdoba             | 15              | 10              | 5               |
| Corrientes          | 7               | 5               | 2               |
| Entre Ríos          | 9               | 6               | 3               |
| Jujuy               | 2               | 2               | —               |
| La Rioja            | 2               | 2               | —               |
| Mendoza             | 6               | 4               | 2               |
| Salta               | 3               | 2               | 1               |
| San Juan            | 3               | 2               | 1               |
| San Luis            | 3               | 2               | 1               |
| Santa Fe            | 19              | 13              | 6               |
| Santiago del Estero | 6               | 4               | 2               |
| Tucumán             | 7               | 5               | 2               |
| Total               | 158             | 109             | 49              |

## Resultados
|  | 66,79 % |

|  | 29,71 % |

|  | 3,23 % |

|  | 0,16 % |

|  | 0,06 % |

|  | 0,03 % |

|  | 0,02 % |

|  | 91,35 % |

|  | 7,65 % |

|  | 4,60 % |

|  | 100.00 % |

|  | 74,30 % |

## Resultados por provincia
|  | 67,85 % |

|  | 29,16 % |

|  | 3,00 % |

|  | 95,79 % |

|  | 4,21 % |

|  | 100 % |

|  | 68,51 % |

|  | 58,68 % |

|  | 34,74 % |

|  | 5,88 % |

|  | 0,71 % |

|  | 92,72 % |

|  | 7,28 % |

|  | 100 % |

|  | 83,79 % |

|  | 77,66 % |

|  | 22,34 % |

|  | 93,89 % |

|  | 6,04 % |

|  | 0,07 % |

|  | 100 % |

|  | 69,52 % |

|  | 54,90 % |

|  | 43,85 % |

|  | 1,24 % |

|  | 89,78 % |

|  | 0,47 % |

|  | 9,75 % |

|  | 100 % |

|  | 79,04 % |

|  | 68,94 % |

|  | 31,06 % |

|  | 84,72 % |

|  | 3,09 % |

|  | 12,20 % |

|  | 100 % |

|  | 66,51 % |

|  | 66,83 % |

|  | 33,17 % |

|  | 92,40 % |

|  | 7,19 % |

|  | 0,41 % |

|  | 100 % |

|  | 75,42 % |

|  | 100 % |

|  | 83,20 % |

|  | 16,80 % |

|  | 100 % |

|  | 70,10 % |

|  | 100 % |

|  | 89,34 % |

|  | 10,64 % |

|  | 0,02 % |

|  | 100 % |

|  | 67,81 % |

|  | 71,59 % |

|  | 21,47 % |

|  | 6,94 % |

|  | 89,07 % |

|  | 10,22 % |

|  | 0,71 % |

|  | 100 % |

|  | 76,05 % |

|  | 95,14 % |

|  | 3,10 % |

|  | 1,77 % |

|  | 75,48 % |

|  | 24,51 % |

|  | 0,01 % |

|  | 100 % |

|  | 47,37 % |

|  | 76,51 % |

|  | 17,35 % |

|  | 3,42 % |

|  | 2,71 % |

|  | 91,24 % |

|  | 8,63 % |

|  | 0,13 % |

|  | 100 % |

|  | 83,33 % |

|  | 83,40 % |

|  | 15,85 % |

|  | 0,75 % |

|  | 93,45 % |

|  | 6,55 % |

|  | 100 % |

|  | 53,56 % |

|  | 70,43 % |

|  | 26,08 % |

|  | 3,49 % |

|  | 83,92 % |

|  | 5,25 % |

|  | 10,83 % |

|  | 100 % |

|  | 81,87 % |

|  | 84,34 % |

|  | 13,26 % |

|  | 2,40 % |

|  | 95,27 % |

|  | 4,42 % |

|  | 0,31 % |

|  | 100 % |

|  | 52,49 % |

|  | 78,83 % |

|  | 18,74 % |

|  | 2,43 % |

|  | 91,51 % |

|  | 8,36 % |

|  | 0,13 % |

|  | 100 % |

|  | 76,35 % |

1. ↑  Electo, no incorporado.
2. ↑  Renunció antes de asumir, lo reemplaza Juan Luis López Carranza.